# Liste der Bodendenkmäler in Trabitz
Auf dieser Seite sind die Bodendenkmäler in der Oberpfälzer Gemeinde Trabitz zusammengestellt. Diese Tabelle ist eine Teilliste der Liste der Bodendenkmäler in Bayern. Grundlage ist die Bayerische Denkmalliste, die auf Basis des Bayerischen Denkmalschutzgesetzes vom 1. Oktober 1973 erstmals erstellt wurde und seither durch das Bayerische Landesamt für Denkmalpflege geführt wird. Die folgenden Angaben ersetzen nicht die rechtsverbindliche Auskunft der Denkmalschutzbehörde.

## Bodendenkmäler der Gemeinde Trabitz

### Bodendenkmäler in der Gemarkung Feilersdorf
| Lage                   | Objekt | Akten-Nr.     | Bild |
| ---------------------- | --- | ------------- | ---- |
| Feilersdorf (Standort) | Untertägige Befunde des Mittelalters und der frühen Neuzeit im Bereich des ehemaligen Hammerschlosses Feilershammer. | D-3-6237-0045 |      |

### Bodendenkmäler in der Gemarkung Pichlberg
| Lage                 | Objekt                       | Akten-Nr.     | Bild |
| -------------------- | ---------------------------- | ------------- | ---- |
| Pichlberg (Standort) | Mittelalterlicher Burgstall. | D-3-6237-0075 |      |

### Bodendenkmäler in der Gemarkung Preißach
| Lage                | Objekt | Akten-Nr.     | Bild |
| ------------------- | --- | ------------- | ---- |
| Preißach (Standort) | Abschnitt der Kurbayerischen Landesdefensionslinien (1702) mit Wall, Graben und einer Fleche.                                                                                     | D-3-6137-0045 |      |
| Preißach (Standort) | Mittelalterlicher Adelssitz. | D-3-6137-0052 |      |
| Preißach (Standort) | Verebneter Abschnitt der Kurbayerischen Landesdefensionslinien (1702/1703). | D-3-6137-0074 |      |
| Preißach (Standort) | Archäologische Befunde des Mittelalters und der frühen Neuzeit im Bereich der Kirche St. Jakob in Burkhardsreuth, darunter die Spuren von Vorgängerbauten bzw. älteren Bauphasen. | D-3-6237-0050 |      |

### Bodendenkmäler in der Gemarkung Weihersberg
| Lage                   | Objekt | Akten-Nr.     | Bild |
| ---------------------- | --- | ------------- | ---- |
| Weihersberg (Standort) | Archäologische Befunde und Funde des späten Mittelalters und der frühen Neuzeit im Bereich des Schlosses Weihersberg. | D-3-6237-0039 |      |